# 戶次氏
戶次氏是日本的氏族。庶家有佐伯氏等。
原是大神氏氏流的臼杵氏一族，領受豐後國戶次莊而改姓戶次氏。後來男系中途斷絕，由大友氏過繼養子而成為大友氏的庶流。